# 92º Reggimento fanteria "Basilicata"
Il 92º Reggimento fanteria "Basilicata" è stato un reggimento di fanteria del Regio Esercito, le cui tradizioni vennero ereditate nell'Esercito Italiano, dal 92º Battaglione Fanteria "Basilicata" costituito nel 1975 e attivo fino al 1992, inquadrato nella 3ª Brigata missili "Aquileia".

## Storia
Il 92º Reggimento Fanteria venne costituito il 7 giugno 1883 e insieme al 91º Reggimento fanteria il 1º novembre 1884 andò a costituire a Napoli la Brigata "Basilicata".
Nel 1911-1912 prese parte, in Libia, alla guerra italo-turca, al comando del colonnello Armando Diaz, futuro Maresciallo d'Italia e Duca della Vittoria. In precedenza, nel 1904, Rodolfo Graziani, altro futuro Maresciallo d'Italia, aveva prestato servizio nel reggimento con il grado di sottotenente.
Nel corso della prima guerra mondiale il 92º Reggimento Fanteria della Brigata "Basilicata" prese parte, dal maggio 1915, con proprie truppe, intervenendo nel 1915 nelle operazioni sul Costone di Salisei e Sief, nel 1916 nel Col Rosà e in Val di Fanes Grande, nel 1917 sul Monfenera, sul Campore Alto e sul Monte Asolone e nel 1918 sul Monte Oro-Osteria del Pianoro e sul Monte Grappa ed il Col Moschin,insiema al IX Reparto d'Assalto del maggiore Messe.
Alla fine della prima guerra mondiale rimase in zona di occupazione dal 15 novembre 1918 al 25 agosto 1919 dislocata nel Bellunese a ridosso del vecchio confine.
Con l'applicazione della legge 11 marzo 1926 sull'ordinamento del Regio Esercito, prende il nome di 92º Reggimento fanteria "Basilicata" ed in seguito della formazione delle Brigate su tre reggimenti viene assegnato alla I Brigata di fanteria, assieme al 91º Reggimento "Basilicata" e al 90º Reggimento "Salerno", articolato su tre battaglioni.
Il 15 marzo 1926, Umberto di Savoia, Principe di Piemonte ed Erede al trono d'Italia venne assegnato come ufficiale col grado di Capitano al 92º Reggimento, che tornerà a comandare da colonnello nel 1929.
Nel 1935-1936 il 92º Reggimento prese parte al conflitto in Etiopia concorrendo alla mobilitazione del 63º Reggimento Fanteria con il primo battaglione composto da 30 ufficiali e 1002 soldati.
Con la formazione delle divisioni binarie, il 5 aprile 1939 viene inserito nella Divisione di Fanteria "Superga" (1ª) nella quale vengono anche inquadrati il 91º Reggimento Fanteria e il 5º Reggimento Artiglieria per divisioni di fanteria, cambia la propria denominazione in 92º Reggimento Fanteria "Superga".
All'ingresso dell'Italia nel secondo conflitto mondiale risulta schierata sul fronte alpino occidentale.
Nel 1941 il reggimento è di stanza in territorio metropolitano e viene designato come unità da sbarco nelle isole maltesi.
Nel 1942, nel mese di novembre il reggimento viene trasferito in Tunisia, dove fra gennaio e maggio del 1943, combatte inquadrato nella 5. Panzerarmee tedesca, combattendo ad Enfidaville, Susa e Sfax fino alla resa delle truppe dell'Asse in Africa il 13 maggio 1943 e viene sciolto in zona di guerra in Tunisia.
Il 1º ottobre 1975 si costituisce a Portogruaro il 92º Battaglione Fanteria Basilicata, che svolge compiti di Centro Addestramento Reclute in favore di tutte le unità della Brigata Missili e stanziato nella caserma Luciano Capitò di Portogruaro. Del battaglione, oltre alle compagnie destinate a compiti addestrativi del personale della Brigata facevano parte, fino al 1981, anche quattro compagnie fucilieri di Fanteria destinate alla sicurezza dei Gruppi di artiglieria e missili, e infatti ne portavano le mostrine, anche se ciascuna di esse era distaccata presso il Gruppo di riferimento.
In precedenza la Brigata Missili non aveva un proprio specifico C.A.R., ma veniva alimentata dai diversi Battaglioni Fanteria C.A.R. (chiamati anche B.A.R., Battaglioni Addestramento Reclute) sparsi per la Penisola.
Il 31 ottobre 1981 il 92º Battaglione Fanteria Basilicata viene trasferito a nella caserma "Ferrante Gonzaga del Vodice" di Foligno, dove fino a quel momento aveva avuto sede la Scuola Allievi Ufficiali e Sottufficiali di Artiglieria.
Nel 1991, in seguito allo scioglimento della Brigata Missili, passa alle dipendenze della Regione Militare Centrale, svolgendo le funzioni di C.A.R. soprattutto in favore degli enti territoriali della Regione Militare Centrale.
Il 19 settembre 1992 viene elevato al rango di Reggimento con la denominazione di 92º Reggimento Fanteria Basilicata, fino al suo scioglimento avvenuto il 30 giugno 1996. Le strutture e parte degli uomini e mezzi vengono assorbiti dal Centro di Selezione e Reclutamento Nazionale dell'Esercito che si costituirà qualche mese dopo nella stessa sede.

### Le denominazioni
Altre dipendenze
- 07.06.1883 – 01.11.1884 = 92º Reggimento fanteria (Napoli)

#### Brigata Basilicata
- 01.11.1884 - 11.03.1926 = 92º Reggimento fanteria della Brigata "Basilicata" (Napoli, Salerno, Monteleone Calabro, Novara, Viterbo, Torino)

#### I Brigata di fanteria
- 11.03.1926 – 05.04.1939 = 92º Reggimento fanteria "Basilicata" (Torino)

#### 1ª Divisione fanteria "Superga"
- 05.04.1939 – 08.09.1943 = 92º Reggimento Fanteria "Superga" (Torino)

#### III Brigata Missili
- 01.10.1975 – 28.11.1977 = 92º Battaglione Fanteria "Basilicata" (Portogruaro)

#### 3ª Brigata Missili "Aquileia"
- 28.11.1977 – 31.10.1981 = 92º Battaglione Fanteria "Basilicata" (Portogruaro)
- 31.10.1981 – 1982 = 92º Battaglione Addestramento Reclute (Foligno)
- 1982 – 01.12.1991 = 92º Battaglione Fanteria "Basilicata" (Foligno)

#### Altre dipendenze
- 01.12.1991 – 19.09.1992 = 92º Battaglione Fanteria "Basilicata" (Foligno)
- 19.09.1992 – 30.06.1996 = 92º Reggimento Fanteria "Basilicata" (Foligno)

### I Comandanti
92º Reggimento Fanteria della Brigata Basilicata
1911-1912 colonnello Armando Diaz, futuro Maresciallo d'Italia e Duca della Vittoria.
92º Reggimento Fanteria Basilicata (1926-39)
- Colonnello Vittorio Visconti
- Tenente colonnello Federico Romero
- Colonnello Leonida Bondi
- Colonnello Umberto di Savoia Carignano futuro Re d'Italia
- Tenente colonnello Daniele Pescolaro
- Colonnello Francesco Zanì
- Colonnello Alessandro Maccario
- Tenente colonnello Enrico Monateri

92º Reggimento Fanteria Superga (1939-43)
- Colonnello Roberto Sequi
- Colonnello Enrico Muttini
- Colonnello Giuseppe Dispensa

92º Battaglione Fanteria Basilicata
- 1976 - 1977: Tenente colonnello Luigi Calavita
- 1977 - 1979: Tenente colonnello Antonio Baldini
- 1979 - 1981: Tenente colonnello Francesco Pescosolido
- 1982 - 1984: Tenente colonnello Ugo Cillo
- 1984 - 1986: Tenente colonnello Nazzareno Cuccaroni
- 1986 - 1988: Tenente colonnello Tiziano Ronco
- 1988 - 1990: Tenente colonnello Paolo Sandullo

92º Reggimento Fanteria Basilicata
- 1992 - 1994: Colonnello Nazzareno Cuccaroni

## Onorificenze

### Decorati
- Angelo Arbasi

- Mario Rufini